# El Reguer (Odèn)
El Reguer és un torrent afluent per l'esquerra del Riu Fred que transcorre íntegrament pel terme municipal d'Odèn. De direcció global cap al sud, neix a 130 m. al sud-oest del Coll de Boix i a la mateixa distància al nord-est de la masia de Cal Collet del poble de Llinars. Les coordenades del lloc on neix són 42° 9′ 8.035″ N, 1° 23′ 9.549″ E / 42.15223194°N,1.38598583°E
El Reguer no té cap afluent.